# Osmoxylon serratifolium
Osmoxylon serratifolium là một loài thực vật có hoa trong Họ Cuồng cuồng. Loài này được (Elmer) Philipson mô tả khoa học đầu tiên năm 1976.